# Bates Nunatak
Bates Nunatak är en nunatak i Antarktis. Den ligger i Östantarktis. Australien gör anspråk på området. Toppen på Bates Nunatak är 1 991 meter över havet.
Terrängen runt Bates Nunatak är huvudsakligen en högslätt. Bates Nunatak är den högsta punkten i trakten. Trakten är obefolkad. Det finns inga samhällen i närheten.